# Каркалай (станция)
Каркалай — железнодорожная станция Ижевского отделения Горьковской железной дороги. Расположена в Увинском районе Удмуртии, в селе Каркалай, по которому и получила своё название. Открыта в 1947 году.

## Описание
Станция Каркалай находится на 62 километре Увинского направления Ижевского региона ГЖД. В настоящее время путевого развития не имеет. Состоит из одной боковой платформы, расположенной вдоль южной стороны железной дороги. На платформе оборудован небольшой крытый павильон для пассажиров.
У западного выхода с платформы находится нерегулируемый железнодорожный переезд, соединяющий Станционную, Южную и Зелёную улицы с центром села и автодорогой в райцентр. Также недалеко от платформы расположены КПП исправительной колонии № 3 и автобусная остановка.

## Пригородное следование по станции
Пригородные железнодорожные перевозки со станции осуществляются пассажирской компанией «Содружество». Станция обслуживает пригородные поезда, следующие по маршруту Ижевск — Ува и обратно. Обычная частота движения — 1 пара поездов в день. В летний период, в воскресенье, как правило, назначается дополнительный поезд.